# Maria: or, The Wrongs of Woman

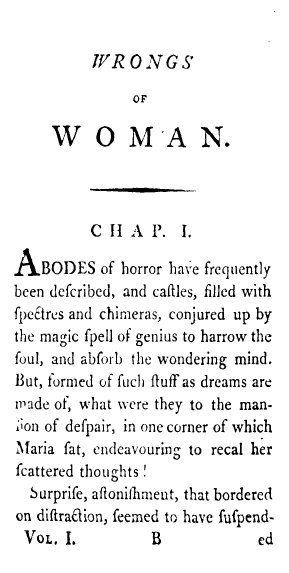
Primeira página de The Wrongs of Woman

Maria: or, The Wrongs of Woman (Maria: ou, os erros da Mulher) é um romance inacabado da  feminista britânica, Mary Wollstonecraft, sequência para seu tratado político revolucionário: Uma Reivindicação pelos Direitos da Mulher (1792). The Wrongs of Woman foi publicado postumamente em 1798 por seu marido, William Godwin, e é muitas vezes considerado seu trabalho feminista mais radical.
O romance filosófico e gótico de Wollstonecraft gira em torno da história de uma mulher presa em um manicômio por seu marido. Centra-se na sociedade, em vez dos "erros da mulher" individuais e Wollstonecraft critica o que tem visto como a instituição patriarcal do casamento no século XVIII, a Grã-Bretanha e o sistema legal que protegia ele. No entanto, a incapacidade da heroína de abandonar suas fantasias românticas também revela o conluio das mulheres na sua opressão através de sentimentalismo falso e prejudicial. O romance foi pioneiro na celebração da sexualidade feminina e identificação de cruzamento de classes entre as mulheres. Tais temas, juntamente com a publicação escandalosa de Memoirs do Godwin sobre a vida de Wollstonecraft, fez o romance impopular no momento em que foi publicado.
As críticas feministas do século XX abraçaram a obra, integrando-a na história do romance e do discurso feminista. É mais frequentemente visto como uma popularização ficcionada dos Direitos da Mulher, como uma extensão de argumentos feministas de Wollstonecraft em direitos da mulher, e como autobiográfica.